# Synthetonychia acuta
Synthetonychia acuta är en spindeldjursart som beskrevs av Forster 1954. Synthetonychia acuta ingår i släktet Synthetonychia och familjen Synthetonychidae. Inga underarter finns listade i Catalogue of Life.